# لما جبريل
لما جبريل (مواليد 30 مارس 1991) هي إعلامية مصرية تعمل حاليا كمقدمة برامج ومذيعة نشرات إخبارية في قناة إكسترا نيوز ضمن قطاع القنوات الإخبارية بالشركة المتحدة للخدمات الإعلامية  حيث قدمت خلال هذه الفترة عدة برامج حوارية منها "ما وراء الحدث" و "المواجهة" و "هذا الصباح" بالإضافة إلى مشاركتها في تقديم فعاليات رئاسية كبرى بحضور الرئيس المصري عبد الفتاح السيسي وعملها كمتحدثة رسمية لمهرجان العلمين الجديدة 2024 

## حياتها المهنية
درست في كلية إعلام في الجامعة الأمريكية بالقاهرة ثم درست في جامعة كاليفورنيا - لوس أنجلوس وهي جامعة بحثية أمريكية، ودرست في Narmer American College، حصلت على الباكالوريوس في الاقتصاد 
بدأت في العمل الإذاعي من خلال تقديم برنامج على إحدى المحطات الـ"أون لاين" التي كانت تُبث على الإنترنت ثم ت بالعمل التليفزيوني من خلال قناة "الحياة" ، وتدربت على العمل كمراسلة في أثناء دراستها بالجامعة وبعد ذلك التحقت بقناة "CBC إكسترا" كمقدمة نشرات إخبارية  قبل أن تتحول القناة بعد ذلك إلى "إكسترا نيوز ExtraNews" وتكمل لما جبريل فيها مسيرتها المهنية التي مازالت مستمرة. 

### محطات في مسيرتها المهنية

#### 1- مؤتمر الشباب 2017
أدارت لما جبريل جلسة مناقشة قانون الرياضة الجديد خلال فعاليات مؤتمر الشباب الرابع بمدينة الإسكندرية في مصر بالإضافة إلى جلسة الحفلة الختامية التي شهدت حفلا وطنيا بمناسبة ذكرة ثورة يوليو وتم اختتامها بكلمة للرئيس المصري عبد الفتاح السيسي

#### 2- برنامج "هنا العاصمة" قناة CBC
قدمت لما جبريل برنامج هنا العاصمة على شاشة قناة سي بي سي  والذي ناقشت خلاله العديد من القضايا الاجتماعية والسياسية والاقتصادية التي شغلت مصر خلال فترة تقديمها للبرنامج مثل سرقة قرنيات الموتى  وحملة "خليها تعنس"  وغيرها من القضايا

#### 2- منتدى شباب العالم 2018
شاركت لما جبريل في إدارة بعض جلسات منتدى شباب العالم في مصر 2018 بمشاركة ما يزيد على 5 آلاف شاب وفتاة من مختلف دول العالم ممثلين لـ160 دولة حول العالم، وذلك برعاية وحضور الرئيس عبدالفتاح السيسي 

#### 3- ملتقى الشباب الإفريقي 2019
شاركت الإعلامية لما جبريل في جلسة افتتاح  فعاليات ملتقى الشباب العربي والإفريقي في مارس 2019 بمدينة أسوان وبحضور الرئيس المصري عبد الفتاح السيسي بمشاركة أكثر من 1500 شاب إفريقي وعربي لمناقشة قضايا وتحديات القارة السمراء والمنطقة العربية حيث قامت بتقديم الجلسة الافتتاحية للملتقى 

#### 4- مؤتمر الشباب 2019
قدمت لما جبريل عدة جلسات ضمن فعاليات مؤتمر الشباب السابع في مصر بحضور الرئيس السيسي وبمشاركة واسعة من الأحزاب السياسية والمجتمع المدني وممثلين عن مختلف الوزارات والجهات الحكومية. 

#### 5- الانتخابات الأميركية 2020
نقلت لما جبريل فعاليات وأحداث الانتخابات الرئاسية الأميركية بين جو بايدن ودونالد ترمب حيث كانت موفدة قناة إكسترا نيوز في فلوريدا ورصدت خلال هذه الفترة الحملات الدعائية للمرشحين وآراء الجمهور وسير العملية الانتخابية. 

#### 6- برنامج خبر اليوم 2020 قناة ON
قدمت لما جبريل مجموعة حلقات لبرنامج "خبر اليوم" على شاشة قناة أون تناولت خلالها أبرز الأخبار السياسية والاقتصادية والاجتماعية خلال هذه الفترة في مصر 

#### 7- افتتاح طريق الكباش 2021
قدمت الإعلامية لما جبريل تغطية خاصة للحدث العالمي «افتتاح طريق الكباش» في مصر على شاشة اكسترا نيوز، والذي شهد الحفل الملكي بقيادة الموسيقار نادر عباسي وحضور الرئيس المصري عبد الفتاح السيسي وعدد من الشخصيات العامة في مصر 

#### 8- بودكاست "حكايات مع لما جبريل"
بدأت لما جبريل في مارس 2024 تقديم حلقات بودكاست "حكايات مع لما جبريل" على منصات قناة إكسترا نيوز في تجربة مختلفة ناقشت خلالها قضايا إنسانية واجتماعية متعددة مثل الانطفاء والصمت العقابي والشخصيات السامة وغيرها من المواضيع التي تؤثر على حياتنا العاطفية والمهنية.  

#### 9- المتحدثة الرسمية لمهرجان العلمين 2024
تم اختيار لما جبريل كمتحدثة رسمية لمهرجان العلمين الجديدة 2024 في مصر وشاركت في عدة فعاليات رسمية حضرها عدد من الوزراء والمسؤولين كما قدمت برنامج صباح العلمين من على شواطئ المدينة بمشاركة الإعلامي إبراهيم عبد الجواد  

#### 10- لقاء مع مستر بيست Mr.Beast
أجرت لما جبريل لقاء خاصا مع صانع المحتوى و "اليوتيوبر" الشهير مستر بيست Mr.Beast خلال زيارته لمصر لتسجيل حلقة داخل الأهرامات 